# Kopel Gringras
Kopel Gringras (ur. 1878 w Busku, zm. 1941 w Kielcach) – żydowski fotografik związany z Kielcami.

## Życiorys
Mieszkał w Szwajcarii, skąd w 1910 roku wraz z żoną Fajglą przybył do Kielc. W mieście tym przy ul. Kolejowej otworzył zakład fotograficzny Foto-Moderne. Od 1932 wraz z Ickiem Obarzańskim prowadził zakład „Emalit”. Znajdował się on początkowo przy ul. Ferdinanda Focha 9, następnie zaś przy ul. Henryka Sienkiewicza 42. Właściciele posiadali niemiecką aparaturę, wykonywali zdjęcia, reprodukcje, powiększenia oraz fotografie plenerowe. W styczniu 1933 roku wraz z synami, Maurycym i Leopoldem, założył mieszczącą się przy ul. Focha Wytwórnię Fotograficzną Orion. Produkowano w niej odczynniki do fotografii kolorowej, papiery, klisze rentgenowskie i płyty szklane fotograficzne.
Pasją Gringrasa był portret rodzinny i kobiecy. W niedziele i dni świąteczne robił zdjęcia napotkanym na ulicy kielczanom. Zajmował się również fotografowaniem ważniejszych wydarzeń w mieście, m.in. wizyty Józefa Piłsudskiego w październiku 1921 roku. Był także filantropem, miłośnikiem malarstwa i muzyki. Po wybuchu wojny w 1939 pozostał w Kielcach w celu pilnowania swojego zakładu. Został zastrzelony na jego terenie w 1941. Żona zginęła w sierpniu 1942 roku w Treblince.
Jego najstarszy syn Zygmunt (1898–1945) jako ochotnik Wojska Polskiego brał udział w wojnie polsko-bolszewickiej, następnie pracował w branży filmowej. Jego prawnuk Jakub Duszyński, wnuk najmłodszego syna Kopla, także pracuje w branży filmowej, będąc od ponad 25 lat dyrektorem artystycznym firmy dystrybucyjnej Gutek Film.